# Reducció programada per temperatura amb hidrogen
La reducció programada per temperatura amb hidrogen (H₂-TPR, de l’anglès H₂ Temperature-Programmed Reduction) és una tècnica per a la caracterització de materials sòlids, que s’utilitza sovint en el camp de la catàlisi heterogènia per trobar les condicions de reducció més eficients. És un precursor de catalitzador i se sotmet a un augment de temperatura programat mentre per sobre hi circula una barreja de gasos que conté hidrogen. Va ser desenvolupat per John Ward Jenkins mentre desenvolupava catalitzadors heterogenis per a la companyia Shell Oil.

## Descripció del procés
Per dur a terme la tècnica, un recipient, normalment de vidre, s’omple amb la mostra sòlida a analitzar. Aquest recipient es col·loca en un forn i mitjançant un termoparell col·locat en el tub es mesura la temperatura. L’aire present originalment al contenidor s’elimina amb un gas inert com ara argó, nitrogen, o heli, i posteriorment es canvia el flux a una mescla de gasos que conté hidrogen (per exemple, un 10% d’hidrogen en nitrogen). La composició de la mescla gasosa es mesura a la sortida del contenidor de mostres amb detectors adequats (detector de conductivitat tèrmica, espectròmetre de masses, etc.). Després, la mostra al forn s’escalfa a unes temperatures determinades prèviament, les velocitats de calefacció solen estar entre 1 K / min i 20 K / min. Si es produeix una reducció a una temperatura determinada, es consumeix hidrogen, que el detector registra.